# Julio Fis
Julio Fis Roussedy, född 28 oktober 1974 i Guantánamo, är en kubansk-spansk före detta handbollsspelare. Han är högerhänt och spelade i anfall som vänsternia.

## Klubbar
- Guantánamo (–1997)
- Győri Gardénia ETO KC (1997–1998)
- Nyíregyházi KSE (1998–1999)
- Bidasoa Irún (1999–2000)
- BM Ciudad Real (2000–2001)
- THW Kiel (2001–2002)
- BM Valladolid (2002–2005)
- BM Ciudad Real (2005–2007)
- Naturhouse La Rioja (2007–2008)